# Tekmovanje
Tekmovanje je prireditev oziroma dejanje, katerega namen je najti zmagovalca na določenem področju. Zmagovalec je največkrat oseba, ki zmore doseči določen cilj najhitreje, najkvalitetneje, najbolje...
Pojem tekmovanja se pojavlja na mnogih področjih, na primer v biologiji, ekonomiji, politiki, športu... Poteka med dvema ali več tekmovalci (oziroma tekmovalnimi skupinami).